# Paseala
Paseala is een geslacht van wantsen uit de familie van de Tingidae (Netwantsen). Het geslacht werd voor het eerst wetenschappelijk beschreven door Henri Schouteden in 1923.

## Soorten
Het genus bevat de volgende soorten:

- Paseala arbusti Duarte Rodrigues, 1983
- Paseala arnoldi Schouteden, 1923
- Paseala burgeoni (Schouteden, 1953)
- Paseala minor Duarte Rodrigues, 1983